# ریامینتا
ریامینتا (به اسپانیایی: Rollamienta) یک دهستان در اسپانیا است که در سریا واقع شده‌است.

## خصوصیات
ریامینتا ۱۸ کیلومترمربع مساحت و ۴۹ نفر جمعیت دارد.